# Syna Schreiber
Syna Schreiber (* 20. November 1978 in Freiburg im Breisgau, als Syna Schmidle) ist eine ehemalige deutsche Tennisspielerin.

## Karriere
Schreiber begann im Alter von vier Jahren mit dem Tennis. Während ihrer Tennislaufbahn gewann sie drei Einzel- und neun Doppeltitel des ITF Women’s Circuit. Im Hauptfeld eines WTA-Turniers spielte sie erstmals 1993 in Leipzig. Dort verlor sie in der ersten Runde gegen Steffi Graf mit 1:6 und 0:6. 2004 beendete sie ihre Tenniskarriere, nimmt sporadisch aber immer noch an ITF-Turniere teil, zuletzt im April 2018 in Antalya.
In der Tennis-Bundesliga spielt sie für den TC Blau-Weiss Berlin.

## Turniersiege

### Einzel
| Nr. | Datum        | Turnier              | Kategorie   | Belag           | Finalgegnerin    | Ergebnis  |
| --- | ------------ | -------------------- | ----------- | --------------- | ---------------- | --------- |
| 1.  | Juni 1996    | Barcelona            | ITF $10.000 | Sand            | Ana Alcázar      | 6:3, 6:2  |
| 2.  | Oktober 1997 | Freiburg im Breisgau | ITF $25.000 | Teppich (Halle) | Květa Hrdličková | 6:4, 6:4  |
| 3.  | März 2003    | Amiens               | ITF $10.000 | Sand (Halle)    | Kim Kilsdonk     | 7:65, 6:2 |

### Doppel
| Nr. | Datum          | Turnier         | Kategorie   | Belag           | Partnerin           | Finalgegnerinnen                      | Ergebnis       |
| --- | -------------- | --------------- | ----------- | --------------- | ------------------- | ------------------------------------- | -------------- |
| 1.  | August 1996    | Budapest        | ITF $25.000 | Sand            | Fruzsina Siklosi    | Květa Hrdličková Jana Macurová        | 6:2, 6:1       |
| 2.  | Februar 1997   | Cali            | ITF $25.000 | Sand            | Rachel McQuillan    | Sofia Prazeres Larissa Schaerer       | 6:2, 6:3       |
| 3.  | November 1998  | Rungsted        | ITF $25.000 | Teppich (Halle) | Marketa Kochta      | Mia Buric Jasmin Wöhr                 | 6:4, 7:6, 6:2  |
| 4.  | April 2000     | Dinan           | ITF $25.000 | Sand            | Vanesse Hanke       | Stéphanie Foretz Patty Van Acker      | 6:72, 6:4, 6:2 |
| 5.  | September 2000 | Reggio Calabria | ITF $25.000 | Sand            | Tatiana Kovalchuk   | Andreea Vanc Maria Paola Zavagli      | kampflos       |
| 6.  | April 2001     | Gelos           | ITF $25.000 | Sand            | Vanessa Henke       | Eva Bes Lourdes Domínguez Lino        | 6:2, 6:3       |
| 7.  | Februar 2002   | Belfort         | ITF $10.000 | Hartplatz       | Kirstin Freye       | Marina Caiazzo Sophie Lefèvre         | 7:60, 6:4      |
| 8.  | Februar 2003   | Buchen          | ITF $10.000 | Teppich (Halle) | Magda Mihalache     | Leslie Butkiewicz Kim Kilsdonk        | 6:2, 6:3       |
| 9.  | 7. April 2018  | Antalya         | ITF $15.000 | Sand            | Lisa-Marie Mätschke | Petja Arschinkowa Gebriela Michajlowa | 6:3, 6:1       |

## Persönliches
2003 hat sie geheiratet.